# Teorija receptora
Teorija receptora je primena receptorskih modela u objašnjavaju ponašanja lekova. Farmakološki receptorski modeli često prethode stadijumu preciznog poznavanja receptora. Džon Njuport Langli i Paul Ehrlić su uveli koncept receptora koji posreduju dejstvo leka početkom 20-tog veka. J Klark je proizveo prvi kvantitativni odnos lekom uzrokovanog biološkog odgovora (koristeći jednačinu koju je opisao A V Hil 1909. i 1910) i predložio model kojim se objašnjava lekom posredovana aktivacija receptora.
Najveći deo kvantitativnih teorijskih modela receptorske funkcije se bavi ligandom kontrolisanim jonskim kanalima i GPCR receptorima.